# Takashi Matsuyama
Takashi Matsuyama (Tokyo, 2 aprile 1960) è un attore e doppiatore giapponese.
Tra i suoi ruoli più noti vi sono quelli di Takeo Saeki in The Grudge e Mamoru Satake in Zipang. Come doppiatore ha lavorato in numerosi anime e videogiochi.

## Filmografia parziale
Attore
- StrayDog: Kerberos Panzer Cops (ケルベロス 地獄の番犬?, Keruberosu: Jigoku no Banken), regia di Mamoru Oshii (1991)
- The Grudge, regia di Takashi Shimizu (2004)

Doppiatore
- Street Fighter II V (1995): Hector
- Street Fighter III: 3rd Strike (1999): Oro
- Hunter × Hunter (1999): Nobunaga Hazama, Geretta, Gotoh
- One Piece (1999): Lu Feld, Attach, Kuni, Daikoku, Clapp
- Transformers: Robots in Disguise (2000): Ultra Magnus
- Zipang (2004)
- Mega Man ZX (2006): Fistleo the Pretadoroid
- Heroic Age (2007)
- Detroit Metal City (2008)
- Hunter × Hunter (2011): Teradein Neutral, Jones lo smembratore
- Hunter × Hunter: Wonder Adventure (2012): Jones lo smembratore
- Granblue Fantasy (2014)
- Street Fighter V (2016): Necalli, Oro
- Overlord (2018)
- Super Ladri (2021): Danny Dubrovny
- Ragna Crimson (2023)
- Dragon Quest Monsters: Il Principe oscuro (2023): Sir Kreston
- Uzumaki (2024): Padre di Shuichi
- Dragon Ball Daima (2024): Proprietario dell'hotel
- Mobile Suit Gundam GQuuuuuuX (2025): Asset